# EUportál
EUportál byl český internetový zpravodaj řazený mezi dezinformační weby. Ve svých článcích se věnoval zejména Evropské unii a celospolečenským tématům. EUportál byl orientovaný pravicově, euroskepticky a vystupoval proti multikulturalismu. Publikoval jak původní či převzaté články českých autorů, tak překlady autorů zahraničních. Nejčastější konspirační narativy na webu byly protiislámská teorie a New World Order teorie.
Jeho sesterským projektem byl Eurabia, prezentovaný jako informační server o problematice muslimů v Evropě a o muslimském extremismu. Projekt byl taktéž považován ze dezinformační..
Šéfredaktorem serveru byl Lukáš Petřík, někdejší člen pražské ODS a předseda sdružení Mladá pravice, absolvent oboru historie-politologie na FF UK, jehož rigorózní práci vydala pod názvem Konzervativní revoluce Margaret Thatcherové a Ronalda Reagana společnost Centrum pro studium demokracie a kultury (2008). Čestným předsedou redakční rady byl Benjamin Kuras.
Vydavatelem webu byla Obecně prospěšná společenost Český portál, o.p.s. (sic). Tu založil Daniel Kotula, k členům její správní rady patřili mj. Lukáš Petřík a Adam Bartoš. Společnost je od roku 2021 v likvidaci.
Od ledna 2022 je portál mimo provoz a jako důvod uvedl nedostatek peněz a odliv inzerentů. Podle Romana Číhalíka ze Spolku Nelež je to mimo jiné jejich snahou, aby společnosti nepodporovaly penězi určenými na propagaci a reklamu konspirační, antisystémové a dezinformační weby.